# ماریادا پیریدی
ماریادا پیریدی (یونانی: Μαριάντα Πιερίδη ،تلفظ [mariˌada pçeˈriði] ; متولد ۱۳ ژوئیه ۱۹۷۳) خواننده پاپ قبرسی است. ماریادا پیریدی در نیکوزیا قبرس به دنیا آمد. پدرش افسر نیروی دریایی یونان و مادرش وکیل در قبرس بود. او یک برادر کوچکتر به نام دیمیتری دارد.